# José Claramunt
José Claramunt, né le 16 juillet 1946 à Puçol (Espagne), est un footballeur espagnol.

## Biographie
Originaire de la région de Valence, il évoluera durant toute sa carrière au Valence CF avec lequel il débutera en équipe première en 1966 à l'âge de 20 ans. 
Il fut l'un des fers de lance de l'équipe de Valencia qui réussit à conquérir la Liga lors de la saison 1970-1971. Également international espagnol à 23 reprises, sélection avec laquelle il débuta le 28 février 1968 lors d'un match contre la Suisse. Il fait partie des "cracks" de l'histoire du FC Valence et a été aussi cité par les supporters chés comme remplaçant dans la meilleure équipe type de l'histoire du club.

## Palmarès
- Vainqueur de la Copa del Rey en 1967 avec le Valence CF
- Vainqueur du Championnat d'Espagne de football en 1971 avec le Valence CF
- Finaliste de la Copa del Rey en 1970, 1971 et 1972 avec le Valence CF

## Statistiques personnelles
- Championnat d'Espagne de football : 295 matchs et 60 buts
- Copa del Rey : 55 matchs et 15 buts
- Coupe d'Europe des clubs champions : 5 matchs et 2 buts
- Coupe de l'UEFA : 26 matchs et 6 buts